# Erioptera (Teleneura) perlugubris
Erioptera (Teleneura) perlugubris is een tweevleugelige uit de familie steltmuggen (Limoniidae). De soort komt voor in het Palearctisch gebied.